# Christoph (Braunschweig-Harburg)
Christoph von Braunschweig-Lüneburg-Harburg (* 21. August 1570 in Harburg; † 7. Juli 1606 in Harburg) war Inhaber der Herrschaft Harburg.

## Leben
Christoph war ein Sohn des Herzogs Otto II. von Braunschweig-Harburg (1528–1603) aus dessen zweiter Ehe mit Hedwig (1535–1616), Tochter des Grafen Enno II. von Ostfriesland.
Nach dem Tod seines Vaters übernahm er gemeinschaftlich mit seinem Bruder Wilhelm August die Regierung über Harburg. Im Januar 1604 folgte die Huldigung der Stadt Harburg für die herzoglichen Brüder.
Christoph vermählte sich am 28. Oktober 1604 in Harburg mit Elisabeth (1567–1618), Tochter des Herzogs Julius von Braunschweig-Wolfenbüttel und Witwe des Grafen Adolf XI. von Schaumburg. Die Ehe blieb kinderlos und Christoph starb bereits zwei Jahre später nach einem Sturz im Schloss Harburg. Der Wahlspruch des Herzogs lautete Consilio et armis (Durch Weisheit und Waffen).
Da der älteste Bruder Johann Friedrich (1557–1619) auf jede Regierungsverantwortung verzichtet hatte, nahm der nächste Bruder Otto Christophs Stelle als gemeinschaftlicher Regent ein.